# Oryzorictes
Oryzorictes es un género de mamíferos afrosorícidos de la familia Tenrecidae conocidos vulgarmente como tenrecs de los arrozales. Son propios de Madagascar.

## Especies
Se han descrito las siguientes especies:
- Oryzorictes hova
- Oryzorictes tetradactylus